# Robert Cox
Para Robert Cox (economista político) véase Robert W. Cox
Robert 'Bob' John Cox (Hull, 4 de diciembre de 1933) es un periodista británico, quien se desempeñó como editor del diario Buenos Aires Herald, destinado a la comunidad angloparlante en la Argentina. Se destacó por su valor al reportar constantemente en el diario sobre los crímenes de lesa humanidad cometidos durante la última dictadura militar, que entre 1976 y 1983 impuso la lucha contra el terrorismo en Argentina. Fue detenido en forma ilegal por la dictadura y debió abandonar el país en 1979. Radicado en Charleston (Carolina del Sur, Estados Unidos), llegó a ser subdirector del periódico The Post and Courier, medio principal del mismo grupo propietario del Buenos Aires Herald.
En 2005 la Legislatura de la Ciudad de Buenos Aires lo distinguió por su valor como periodista durante la dictadura. De esa etapa hay libros de memorias escritos por su esposa argentina y por su hijo David Cox.

## Trayectoria
Cox llegó a la Argentina en 1959, contratado como redactor por The Buenos Aires Herald, periódico de la comunidad británica en Argentina escrito en inglés. El Herald no publicaba noticias sobre Argentina a pesar de que se escribía y publicaba en el país, sólo había una columna, “La voz de la Argentina”, que era una selección de editoriales de otros diarios. El editor prefería hablar de la familia real británica.
Poco después conoció a Maud Daverio, con quien se casó y tuvo un hijo, Peter; se radicó en el país. Su influencia en el periódico fue tal que lo llevó a modificar su dinámica y diseño, transformó un pequeño boletín dedicado a proveer información británica, en un diario respetado, del cual fue designado director en 1968. Bajo su dirección, el periódico construyó su importante edificio en la calle Azopardo.

### En dictadura
Por su iniciativa, el Herald fue el primer medio en informar de manera abierta y sistemática en pleno 1976 que el gobierno militar secuestraba y hacía desaparecer personas. Como cronista iba a las rondas de las Madres de Plaza de Mayo y constató en persona que los militares utilizaban los crematorios del cementerio de la Chacarita para incinerar a los desaparecidos.

El día del golpe nos llamaron para decirnos que estaba prohibido publicar sobre asaltos, acciones guerrilleras o cuerpos hallados en la calle. Descubrimos que la violencia seguía igual y peor. Y la gente empezó a llegar al diario para denunciar cosas. Teníamos también nuestras fuentes y las agencias extranjeras. Cuando fue la matanza de los sacerdotes palotinos, en el exterior se publicó correctamente que había sido un grupo de la extrema derecha, pero acá todos los diarios decían que había sido el terrorismo, los Montoneros. Cuando la gente llegaba a la redacción para hacer una denuncia, yo les pedía que presentaran un hábeas corpus. Los militares prohibían que se publicaran noticias sobre secuestros o cadáveres, sin confirmación oficial. Nosotros tomábamos los hábeas corpus como la confirmación... Hice dos notas para el Post poco después del golpe. En una decía que no era verdad que había libertad de expresión en la Argentina porque los diarios habían llegado a un acuerdo con los militares para no publicar determinada información... Lo que me importaba era tratar de salvar a la gente. Iba con listas de personas y les decía que no ponía nada en el diario si esas personas aparecían. Tuvimos mucha suerte porque algunas de esas personas se salvaron.

En 1977 fue detenido en forma ilegal:

Cuando vinieron, yo preparaba un número sobre el cumpleaños de la reina de Holanda. Los hice esperar mientras terminaba, llamé a Maud, para avisarle. Me asomé por la ventana y vi un Falcon y un Peugeot con techo corredizo, con el chofer que parecía un bandido mexicano con bandoleras cruzadas. Entraron a Coordinación Federal por un subsuelo y apenas llegué vi una gran cruz svástica en la pared. Me pusieron en una celda, sin ropa, una especie de tubo. Fue una experiencia muy fuerte. Yo no sabía, pero cuando me detuvieron hubo una fuerte presión internacional. Yo tenía mis contactos. Tex Harris, que era un tipo fantástico, un diplomático de los Estados Unidos que había sido enviado por Jimmy Carter y Patricia Derian, se movió muchísimo.

Desde ese momento él y su familia vivieron amenazados, sufrió un atentado contra su vida y, su esposa, un intento de secuestro. Cuando era evidente la inminencia de su desaparición o asesinato, se fue del país. La decisión fue tomada cuando uno de sus hijos, Peter, recibió el siguiente mensaje del régimen militar, simulando que se trataba de una carta de Montoneros:

Querido Peter, sabemos que estás preocupado por las cosas que les pasan a los familiares de tus amiguitos y que tienes miedo que también le ocurran a ustedes y a tu papá. Pero nosotros no nos comemos chicos crudos con el desayuno. Considerando el miedo que tienen ustedes y que tu papá es un periodista de alto nivel que nos es más útil vivo que muerto, hemos decidido enviarte esta pequeña esquela como advertencia. Por esta razón y en consideración al trabajo que cumple tu papá le ofrecemos (y también a todos ustedes: Peter, Victoria, Robert, David y Ruth) la opción de salir del país en el que corren el riesgo de ser asesinados. Elijan lo que más les guste y díganle a “daddy” y “mummy” que vendan su casa, los autos y vayan a trabajar a París en otro diario del Herald. También pueden ustedes quedarse aquí, luchando por los derechos humanos, pero no creo que sea lo que prefieran ni sus papás ni sus tíos que los están esperando en Inglaterra para Navidad. Un gran saludo revolucionario para tu papá.
Montoneros.

Uno de los máximos jerarcas del régimen, el general Guillermo Suárez Mason realizó un brindis por haber logrado su expulsión.
Era junio de 1979, cuando Cox logró entrar con un grabador al despacho del ministro del Interior de Jorge Videla, Albano Harguindeguy, luego de una conferencia de prensa, logró inmortalizar una conversación que tuvo con el funcionario: "Hay sesenta periodistas desaparecidos", le planteó el director del Herald al ministro, a lo que éste contestó de manera evasiva: "¿Sesenta? Hay algunos presos, gente que está metida en...". Cox reiteró su pregunta, pero solo consiguió una respuesta irónica: "¿Nada más que sesenta?".
Desde entonces se radicó en Charleston, Carolina del Sur, Estados Unidos, donde se encuentra el periódico The Post and Courier, medio principal del grupo propietario del Herald, para el que trabajó como redactor de la sección Internacionales, cubriendo (entre otras noticias) las guerras civiles en El Salvador y en Nicaragua. Con el tiempo fue designado subdirector del periódico.
Ya en la década de 1980, y con la llegada de la democracia en toda Sudamérica, su popularidad en Argentina comenzaba a despuntar, y los reconocimientos públicos de instituciones y personas destacadas comenzaron a llegar, como en el caso del famoso escritor Jorge Luis Borges, quien dijo en su momento: 

Un hombre hace lo que tiene que hacer, señor Cox. Yo me encuentro entre sus admiradores.
Jorge Luis Borges.

### En elsigloXXI
En 2005 la Legislatura de la Ciudad de Buenos Aires por iniciativa del vicejefe de Gabinete, Raúl Alberto Puy, lo distinguió por su valor como periodista durante la dictadura militar. Cox recibió el premio "en nombre de los periodistas desaparecidos”.
En 2011 Cox brindó su testimonio ante el Tribunal Oral Federal 6, convocado como testigo en la audiencia donde se juzgaba la aplicación de un plan sistemático de robo de bebés durante la dictadura. Diarios como Clarín y La Nación no hicieron mención alguna al tema. Las declaraciones de Cox incluyeron las consideraciones acerca del rol de la prensa gráfica durante ese período. Se refirió al “pacto de caballeros” de los grandes medios y subrayó: 

Como hubo muchos años de dictadura, los grandes diarios estaban acostumbrados a cumplir órdenes de los dictadores y hubo una autocensura que era más de casi complicidad con los militares. Estos medios deberían investigar los hechos del pasado y hacer un esfuerzo por compensar la autocensura que se impusieron pero no lo están haciendo, lo que revela la aprobación y la complicidad que tuvieron con la dictadura”.

### Compromiso con la libertad de expresión
Cada tanto ha estado viviendo meses en la Argentina, y en diciembre de 2012 declaró que en este país "hay libertad de expresión", pero también una fuerte sensación de que "en cualquier momento eso puede cambiar". Respecto al gobierno de Mauricio Macri ha opinado: "Lamentablemente, el actual gobierno no ha obtenido ningún crédito y tiene escasa credibilidad cuando se trata de derechos humanos. Incluso el Presidente ha parecido burlarse de las organizaciones de derechos humanos y se ha referido a los derechos humanos como 'un curro'".
En 2017 fue atacado junto a otros periodistas tras firmar una solicitada para denunciar la persecución del gobierno de Mauricio Macri al periodista Horacio Verbitsky por sus investigaciones difundidas en el diario Página/12 en la que exponía el blanqueo de dinero llevado a cabo por allegados y familiares del presidente Macri. Verbitsky había informado que miembros de la familia y otras personas cercanas al presidente han blanqueado más de 132 millones de dólares que habían tenido en cuentas no declaradas en el extranjero. Al respecto expresó que "Ellos solo estaban defendiendo la libertad de prensa, a periodistas de una persecución y el derecho de la gente a ser informada", siendo llamados idiotas por Pablo Sirven, de La Nación, al respecto Cox lamentó que algunos sufran de oficialitis.

Ya conocemos qué pasa en un país cuando los periodistas no pueden hablar. Y eso no puede pasar otra vez (...) Yo me preguntaba si es un Gobierno democrático, y evidentemente lo es. Y no hay dudas de que se puede hablar abiertamente en la Argentina. Pero todos tenemos la duda de que en cualquier momento eso va a cambiar (...) Quiero pensar que no hay ningún problema en la mirada del Gobierno sobre la importancia de un periodismo totalmente libre. Pero al mismo tiempo, las actitudes del Gobierno no son las de un gobierno realmente democrático (...) Hay un doble lenguaje. Cuando (el Gobierno) habla de la democracia, están hablando de la democracia que George Orwell describió en Rebelión en la Granja y 1984. Me siento realmente muy molesto con todo esto.

La Academia Nacional de Periodismo de Argentina le entregó el premio Pluma de Honor en 2020 destacando que «Cox enseñó a las posteriores generaciones de periodistas un principio que se puede reducir en una frase muy breve: el periodismo es libre o no lo es».

## Libros sobre la vida de Cox
Su esposa, la escritora y profesora Maud Daverio publicó varios libros, entre ellos un libro sobre su vida en la Argentina durante los años de la dictadura, titulado: Salvados del Infierno.
Su hijo David publicó el libro Dirty secrets, dirty war. Buenos Aires, Argentina, 1976-1983: the exile of editor Robert J. Cox (publicada en español como En honor a la verdad: Memorias desde el exilio de Robert Cox). Otra versión apareció en Buenos Aires en 2010: Guerra sucia, secretos sucios.

## Películas sobre la vida de Cox
Sobre la vida de Cox —y haciendo especial foco en su labor como periodista durante la última dictadura cívico-militar— fue filmado el documental El mensajero, o El mensajero del caballo blanco, coproducción de Argentina y Australia dirigida por Jayson McNamara sobre su propio guion que se estrenó en Argentina el 6 de octubre de 2017. La película fue exhibida en la Competencia de Derechos Humanos del BAFICI 2017.
En el año 2021 el reconocido guionista y director de cine Armando Bo (nieto) anunció la filmación de una película biográfica sobre la vida de Cox.